# Светско првенство у фудбалу 1930.
| Прво место Друго место Треће место | Четврто место Од 5. до 13. места |

Светско првенство у фудбалу 1930. године било је прво званично светско првенство, којим је отворена нова страница у фудбалској историји. Одржано је у Уругвају од 13. до 30. јула. ФИФА је изабрала Уругвај за првог домаћина на састанку у Барселони зато што је Уругвај 1930. славио стогодишњицу независности, а и фудбалска репрезентација Уругваја је освојила златну медаљу на Олимпијским играма 1928. у Амстердаму.
На првом светском првенству такмичило се тринаест репрезентација, од којих четири из Европе, а девет из Јужне и Северне Америке. Већина екипа из Европе одбила је да учествује због удаљености и великих трошкова превоза. Прве две утакмице светског првенства одигране су у исто време, а победници су били Француска, која је победила Мексико резултатом 4:1, и САД, која је савладала Белгију резултатом 3:0. Први гол у историји светских првенстава дао је Француз Лисјен Лоран. У финалу, домаћин и фаворит за освајање првенства, репрезентација Уругваја, победила је Аргентину резултатом 4:2 пред 93.000 гледалаца, поставши тако прва репрезентација која је освојила светско првенство у фудбалу.

## Историја
ФИФА је 1914. признала фудбалска такмичења на Олимпијским играма као светско првенство у фудбалу за аматере преузевши тако одговорност за организовање фудбалског турнира на идуће три Олимпијаде, 1920, 1924. и 1928. године. (На Олимпијским играма 1908. и 1912. организатори такмичења били су шведски и енглески фудбалски савез.)
На Олимпијским играма у Лос Анђелесу 1932. фудбал уопште није био уврштен у програм такмичења због непопуларности у САД. ФИФА и МОК (Међународни олимпијски комитет) нису се слагали око статуса играча аматера, што је за последицу имало неуврштавање фудбала у програм Олимпијских игара 1932. године. На дан почетка фудбалског турнира на Олимпијским играма 1928., 26. маја на састанку одржаном у Амстердаму, тадашњи ФИФА-ин председник Жил Риме најавио је такмичење независно од Игара, отворено за све ФИФА-не чланице. Италија, Шведска, Холандија, Шпанија и Уругвај пријавили су се да буду домаћини овог такмичења, а изабран је Уругвај.

## Учесници
Светско првенство у Уругвају било је једино за које нису биле потребне квалификације. ФИФА је позвала све своје чланице да учествују. До рока за пријаве 28. фебруара 1930, пријавиле су се репрезентације Бразила, Аргентине, Перуа, Парагваја, Чилеа, Боливије, САД и Мексика, али ни једна прекоокеанска земља није хтела учествовати због великих трошкова које би им проузроковала удаљеност до Јужне Америке и пут преко Атлантскога океана. Након што је и Енглески фудбалски савез одбио позив, Жил Риме, предсједник ФИФА-е, одлучио је уз помоћ уругвајске владе спонзорише пут прекоатлантским земљама.
Само су се четири репрезентације из Европе одлучиле да путују; Белгија, Француска, Румунија, и Југославија, Румуни, са селектором Костелом Радулескуом и тренерима Октавеом Лукидеом (Octave Luchide) и Рудолфом Вецером, укрцали су се на брод Conte Verde у Ђенови, док су се Французи отиснули 21. јуна у Вилфранш-сир-Меру, Француска. Белгијанци су кренули из Барселоне. Заједно с Белгијанцима путовали су Жил Риме, пехар победника и тројица фудбалских судија из Европе, Јоханес Лангенус, Анри Кристоф и Тома Белве, Парижанин, који је током пута сазнао да му је супруга преминула. Бразилска је репрезентација стигла у Уругвај 4. јула 1930. после пет дана путовања. Југословени су ишли поштанским бродом Флорида из Марсеља. Требало је да путују с Египћанима који су закаснили на брод.
Лисјен Лоран, стрелац првог поготка на светским првенствима, описао је своје доживљаје с пута: Петнаест дана били смо на броду Conte Verde. Укрцали смо се у Вилфранш-сир-Меру. Основне физичке вежбе и вежбе с лоптом изводили смо на палуби. Тренер ниједном није проговорио о тактици…

## Стадиони
Све утакмице играле су се у главном граду Уругваја, Монтевидеу на три стадиона.
| Град       | Стадион                   | Корисник                          | Капацитет |
| ---------- | ------------------------- | --------------------------------- | --------- |
| Монтевидео | Стадион Сентенарио        | Фудбалска репрезентација Уругваја | 90.000    |
| Монтевидео | Стадион Поситос           | ФК Пењарол                        | 5.000     |
| Монтевидео | Стадион Гран Парк Сентрал | ФК Насионал Монтевидео            | 20.000    |

Стадион Сентенарио капацитета приближно сто хиљада гледалаца изграђен је првенствено за прославу стогодишњице уругвајске независности, а затим и за Светско првенство. Жил Риме прогласио је Сентенарио фудбалским храмом.
Стадион је угостио десет од осамнаест утакмица, укључујући оба полуфинала и финале. Киша и кашњење у радовима одгодили су коришћење Сентенарија за пет дана од почетка првенства. До тада, утакмице су се играле на мањим стадионима, Поситос и Парк Сентрал, са мањим капацитетом, које су користили уругвајски клубови.

## Такмичење
Тринаест екипа подељено је у четири групе. Уругвај, Аргентина, Бразил и САД постављени су за носиоце и изостављене су из жреба. Победници група су ишли у полуфинале. Пошто није било квалификација, прве две утакмице Светског првенства биле су уједно и прве утакмице светских првенстава, а одигране су у исто време 13. јула. Французи су побиједили Мексиканце 4:1 на стадиону Поситос, а Американци Белгију 3:0 на стадиону Гран Парк Сентрал. Француз Лисјен Лоран дао је први гол у историји светских првенстава. Касније је изјавио: Играли смо против Мексика и снежило је, пошто је на јужној полулопти била зима. Саиграч ми је набацио лопту чију сам путању пажљиво пратио и захватио је волеј ударцем десном ногом. Сви смо били срећни због гола, али нико се није бацао по трави, јер нико није схватио да смо управо створили историју. Само сам се руковао са саиграчима и наставили смо с игром. Није било никакве награде; сви смо били аматери у то време.

### Група 1.
Прва група била је једина с четири екипе; Аргентином, Чилеом, Француском и Мексиком. Два дана после победе над Мексиком, Французи су изгубили од Аргентине резултатом 1:0, а једини гол дао је Луис Монти из слободног ударца. Фудбалски судија Алмеида Рего одсвирао је крај шест минута пре деведесете минуте. а утакмица је регуларно завршена тек након бурних протеста Француза.
На својој другој утакмици Аргентина је победила и Мексико резултатом 6:3, а судија Улисес Сауседо (уједно и боливијски тренер), досудио је чак пет једанаестераца на тој утакмици, од чега су три била контроверзна. На тој утакмици уједно је досуђен и први једанаестерац у историји светских првенстава. Аргентинац Гиљермо Стабиле постигао је хет-трик у свом дебитантском наступу.
Утакмица која је одлучивала о полуфиналисти играла се између Аргентине и Чилеа, а обележена је масовном тучом после прекршаја Аргентинца Луиса Монтија над Чилеанцем Артуром Торесом. Аргентина је прошла даље захваљујући победи од 3:1.

#### Резултати
| Датум         | Време | Екипа 1   | Екипа 2   | Резултат  | Стрелци                                                                                     | Стадион Гледалаца          | Судија                   | Детаљи                                      |
| ------------- | ----- | --------- | --------- | --------- | ------------------------------------------------------------------------------------------- | -------------------------- | ------------------------ | ------------------------------------------- |
| 13. јул 1930. | 15:00 | Француска | Мексико   | 4:1 (3:0) | Л. Лоран 19', Ланжје 40', Машино 43' и 87'; карењо 70'                                      | Стадион Поситос 3000       | Доминго Ломбарди Уругвај | Архивирано на веб-сајту (17. октобар 2013)  |
| 15. јул 1930. | 16:00 | Аргентина | Француска | 1:0 (0:0) | Монти 81'                                                                                   | Стадион Парк Сентрал 18000 | Алмеида Рего Бразил      | Архивирано на веб-сајту (15. јун 2010)      |
| 16. јул 1930. | 14:45 | Чиле      | Мексико   | 3:0 (1:0) | Видал 3' и 65', М. Росас 51' (аг)                                                           | Стадион Парк Сентрал 7000  | Анри Кристоф Белгија     | Архивирано на веб-сајту (24. децембар 2013) |
| 19. јул 1930. | 12:50 | Чиле      | Француска | 1:0 (0:0) | Субијабре 65'                                                                               | Стадион Сентенарио 50000   | Анибал Техада Уругвај    | Архивирано на веб-сајту (2. јул 2009)       |
| 19. јул 1930. | 15:00 | Аргентина | Мексико   | 6:3 (3:1) | Стабиле 8', 17' и 80', Сумелсу 12' и 55', Вараљо 53' ; М. Росас 42' (пен.) и 65', Гајон 75' | Стадион Сентенарио 50000   | Улисес Сауседо Боливија  | Архивирано на веб-сајту (2. јануар 2014)    |
| 22. јул 1930. | 14:45 | Аргентина | Чиле      | 3:1 (2:1) | Стабиле 12' и 13', М. Еваристо 81'; Субијабре 15'                                           | Стадион Сентенарио 35000   | Алемида Рего Бразил      | Архивирано на веб-сајту (3. јануар 2014)    |

#### Табела
| Место | Екипа     | Играо | Победио | Нерешио | Изгубио | Дали гол. | Прим. гол | Гол раз. | Бодови |
| ----- | --------- | ----- | ------- | ------- | ------- | --------- | --------- | -------- | ------ |
| 1     | Аргентина | 3     | 3       | 0       | 0       | 10        | 4         | +6       | 6      |
| 2     | Чиле      | 3     | 2       | 0       | 1       | 5         | 3         | +2       | 4      |
| 3     | Француска | 3     | 1       | 0       | 2       | 4         | 3         | +1       | 2      |
| 4     | Мексико   | 3     | 0       | 0       | 3       | 4         | 13        | -9       | 0      |

### Група 2.
У другој групи играли су носилац Бразил, Југославија и Боливија. Бразилци су, због унутрашњег раздора, играли готово искључиво само с играчима из Рио де Женеира, но свеједно је било очекивано да прођу у полуфинале, поготово зато што је и репрезентација Југославије због бојкота осталих фудбалских савеза била скоро искључиво састављена од играча из Београда. Југословени су их изненадили у првој утакмици групе и победили резултатом 2-1. Југословени су постигли и трећи гол, који им је судија поништио због офсајда. Касније су обе екипе глатко победиле Боливију, а Југославија је прошла у полуфинале на рачун Бразилаца који нису оправдали статус носиоца.

#### Резултати
| Датум         | Време | Екипа 1      | Екипа 2  | Резултат  | Стрелци                                        | Стадион Гледалаца          | Судија                    | Детаљи                                     |
| ------------- | ----- | ------------ | -------- | --------- | ---------------------------------------------- | -------------------------- | ------------------------- | ------------------------------------------ |
| 14. јул 1930. | 12,45 | Југославија, | Бразил   | 2:1 (2:0) | Тирнанић 21', Бек 30' ; Прегињо 62'            | Стадион Парк Сентрал 20000 | Анибал Техада Уругвај     | Архивирано на веб-сајту (17. октобар 2013) |
| 17. јул 1930. | 12,45 | Југославија, | Боливија | 4:0 (0:0) | Бек 60' и 67', Марјановић 65', Вујадиновић 86' | Стадион Парк Сентрал 20000 | Франсиско Матеучи Уругвај | Архивирано на веб-сајту (17. октобар 2013) |
| 20. јул 1930. | 13,00 | Бразил       | Боливија | 4:0 (1:0) | Модерато 37' и 73', Прегињо 57' и 83'          | Стадион Сентенарио 12000   | Тома Белве Француска      | Архивирано на веб-сајту (17. октобар 2013) |

#### Табела
| Место | Екипа       | Играо | Победио | Нерешио | Изгубио | Дали гол. | Прим. гол | Гол раз. | Бодови |
| ----- | ----------- | ----- | ------- | ------- | ------- | --------- | --------- | -------- | ------ |
| 1     | Југославија | 2     | 2       | 0       | 0       | 6         | 1         | +5       | 4      |
| 2     | Бразил      | 2     | 1       | 0       | 1       | 5         | 2         | +3       | 2      |
| 3     | Боливија    | 2     | 0       | 0       | 2       | 0         | 8         | -8       | 0      |

### Група 3.
Домаћин и носилац Уругвај сврстан је у групу заједно с Перуом и Румунијом. У првој утакмици те групе догодило се и прво искључење у историји светских првенстава; Перуанац Пласидо Галиндо искључен је након што је преоштро стартовао на румунског играча (тада још није било жутих картона). Румуни су искористили играча више и победили резултатом 3:1 захваљујући два лепа гола (RSSSF наводи да су оба пала у 85. минуту утакмице). Уругвајци су своју прву утакмицу одиграли тек пет дана након отварања Првенства због недовршених радова на Стадиону Сентенарију. Пре утакмице с Перуанцима одржана је и свечаност поводом стогодишњице уругвајске независности. Домаћини су победили резултатом 1:0, а штампа, укључујући и уругвајску, похвалила је храбру игру Перуа и упутила оштре критике уругвајској репрезентацији. Уругвајци су се квалификовали у полуфинале победивши Румунију резултатом 4:0.

#### Резултати
| Датум         | Време | Екипа 1  | Екипа 2  | Резултат | Стрелци                                            | Стадион Гледалаца        | Судија                   | Детаљи                                     |
| ------------- | ----- | -------- | -------- | -------- | -------------------------------------------------- | ------------------------ | ------------------------ | ------------------------------------------ |
| 14. јул 1930. | 14,50 | Румунија | Перу     | 3:1      | Дешу 1', Станчу 79', Ковач 89' ; Соуза Фереира 75' | Стадион Поситос 2000     | Алберто Варнкен Чиле     | Архивирано на веб-сајту (3. новембар 2013) |
| 18. јул 1930. | 14,30 | Уругвај  | Перу     | 1:0      | Кастро 65'                                         | Стадион Сентенарио 85000 | Јоханес Лангенус Белгија | Архивирано на веб-сајту (17. октобар 2013) |
| 21. јул 1930. | 14,50 | Уругвај  | Румунија | 4:0      | Дорадо 7', Скароне 26', Анселмо 31', Сеа 35'       | Стадион Сентенарио 80000 | Алмеида Рего Бразил      | Архивирано на веб-сајту (17. октобар 2013) |

#### Табела
| Место | Екипа    | Играо | Победио | Нерешио | Изгубио | Дали гол. | Прим. гол | Гол раз. | Бодови |
| ----- | -------- | ----- | ------- | ------- | ------- | --------- | --------- | -------- | ------ |
| 1     | Уругвај  | 2     | 2       | 0       | 0       | 5         | 0         | +5       | 4      |
| 2     | Румунија | 2     | 1       | 0       | 1       | 3         | 5         | -2       | 2      |
| 3     | Перу     | 2     | 0       | 0       | 2       | 1         | 4         | -3       | 0      |

### Група 4.
Американци као носиоци, доминирали су у четвртој групи. Њихова екипа састављена и од Енглеза с америчком пасошем, као и још бројних европских исељеника. Прве противнике, Белгијанце, победили су са 3:0, и то лакоћом која је изненадила и уругвајске новине Imparcial, које су написале: … висока победа Американаца заиста је зачудила фудбалске зналце. Белгијанци су се после утакмице жалили како је други погодак постигнут из офсајда, те да је судија фаворизовао Американце.
Друга утакмица групе донела је и први хек-трик у историји светских првенстава. Троструки стрелац био је Американац Берт Пејтнод на утакмици против Парагваја. Све до 10. новембра 2006. године ФИФА је признавала хет-трик Аргентинца Гиљерма Стабилеа као првог на светским првенствима, тврдећи како је Петноуд постигао само два гола. Но, 10. новембра 2006, ФИФА је јавно обзнанила како је гол претходно приписан Американцу Тому Флорију враћен Берту Петноуду.
Парагвај је у безначајној утакмици победио Белгију резултатом 1:0, а Американци су се двема победама од по 3:0 квалификовали у полуфинале, уз Аргентину, Југославију и Уругвај, победнике својих група.

#### Резултати
| Датум         | Време | Екипа 1          | Екипа 2  | Резултат  | Стрелци                           | Стадион Гледалаца          | Судија                   | Детаљи                                      |
| ------------- | ----- | ---------------- | -------- | --------- | --------------------------------- | -------------------------- | ------------------------ | ------------------------------------------- |
| 13. јул 1930. | 15,00 | Сједињене Државе | Белгија  | 3:0 (2:0) | Макги 23', Флори 45', Пејтнод 69' | Стадион Парк Сентрал 15000 | Хосе Масијас Аргентина   | Архивирано на веб-сајту (25. новембар 2013) |
| 17. јул 1930. | 14,45 | Сједињене Државе | Парагвај | 3:0 (2:0) | Пејтнод 10', 15' и 50'            | Стадион Парк Сентрал 20000 | Хосе Масијас Аргентина   | Архивирано на веб-сајту (17. новембар 2009) |
| 20. јул 1930. | 15,00 | Парагвај         | Белгија  | 1:0 (1:0) | Варгас Пења 40'                   | Стадион Сентенарио 12000   | Рикардо Ваљарино Уругвај | Архивирано на веб-сајту (19. јун 2009)      |

#### Табела
| Место | Екипа            | Играо | Победио | Нерешио | Изгубио | Дали гол. | Прим. гол | Гол раз. | Бодови |
| ----- | ---------------- | ----- | ------- | ------- | ------- | --------- | --------- | -------- | ------ |
| 1     | Сједињене Државе | 2     | 2       | 0       | 0       | 6         | 0         | +6       | 4      |
| 2     | Парагвај         | 2     | 1       | 0       | 1       | 1         | 3         | -2       | 2      |
| 3     | Белгија          | 2     | 0       | 0       | 2       | 0         | 4         | -4       | 0      |

### Полуфинале
У полуфиналу су играли победник групе 1. Аргентина, са победником гупе 4. САД, а победник групе 2. Југославија са победником групе 3. Уругвајем.
У оба полуфинала утакмице су завршиле неуобичајено високим резултатом 6:1. У првом полуфиналу, Аргентина је у првом полувремену повела голом Монтија против САД. У другом, десила се катастрофа Американаца чија је снага укроћена захваљујући покретљивости аргентинских нападача. Американци су се жалили на судију Јоханеса Лангенуса, али службено нису ништа предузели.
У другом полуфиналу поновила се прича са Олимпијских Игара 1924. када су снаге одмерили Југославија и Уругвај. Југославија је зачуђујуће повела у четвртом минуту, захваљујући Ђорђу Вујадиновићу. Уругвајци су потом повели 2:1, а Југословенима је након тога контроверзно поништен регуларан гол због „офсајда” До полувремена је предност повећана на 3:1, да би до краја резултат нарастао на високих 6:1. Педро Сеа је постигао хет-трик.

#### Резултати
| Датум         | Време | Екипа 1   | Екипа 2          | Резултат  | Стрелци                                                                  | Стадион Гледалаца         | Судија                   | Детаљи                                      |
| ------------- | ----- | --------- | ---------------- | --------- | ------------------------------------------------------------------------ | ------------------------- | ------------------------ | ------------------------------------------- |
| 26. јул 1930. | 14,45 | Аргентина | Сједињене Државе | 6:1 (1:0) | Монти 20', Скопељи 56', Стабиле 69' и 87', Пеусеље 80' и 85' ; Браун 89' | Стадион Сентенарио 60.000 | Јоханес Лангенус Белгија | Архивирано на веб-сајту (25. новембар 2013) |
| 27. јул 1930. | 14,45 | Уругвај   | Југославија      | 6:1 (3:1) | Вујадиновић 4'; Чеа 18', 67' и 72', Анселмо 20' и 31', Ирјарте 61'       | Стадион Сентенарио 80.000 | Алмеида Рего Бразил      | Архивирано на веб-сајту (20. април 2010)    |

## Треће и четврто место
Пошто се (сада традиционална) утакмица за треће место није играла на овом светском првенству, догодило се једини пут да није било утакмице између полуфинала и финала.
Извештај ФИФА техничког комитета за Светско првенство 1986. је укључивао и ретроспективу пласмана свих репрезентација на претходним светским првенствима; овај извештај је навео да је САД била трећа а Југославија четврта, а ту праксу је ФИФА и наставила. Ипак Fifa Bullet из 1984. тврди да је утакмица за 3. место одиграна и да је Југославија победила са 3:1. ФИФА се руководила тиме да су екипе САД и Југославије имале исти број победа и пораза на првенству (2:1), али је САД имала бољу гол разлику. 7:6 (+1), а Југославија 7:7 (0), тако да ФИФА званично узима САД као трећепласирану на Светском првенству 1930.
Политика је 1930. године наградила двоје читалаца који су погодили тачан исход првенства, „тачно је дат ред којим су класиране четири прве државе”, при чему је то био редослед: Уругвај, Аргентина, Југославија, САД.

## Финале
Догодила се још једна реприза финала са Олимпијских игара 1928, у којем су се састали Уругвај и Аргентина.
Финале се играло на Стадиону Сентенарију 30. јула 1930. године. Врата стадиона била су отворена за гледаоце од осам сати ујутро, чак шест сати пре почетка утакмице. Службени подаци говоре да је капацитет износио 93.000, те да је стадион био попуњен до последњег места. У финалу екипе се нису успеле договорити око лопте којом ће се играти, и зато је ФИФА интервенисала доневши одлуку да ће се аргентинска лопта користити током првог полувремена, а уругвајска током другог полувремена. Утакмица је завршила 4:2 за Уругвај након заостатка од 1:2 у полувремену. Уругвајци су тако постали први светски прваци додавши ту титулу олимпијској, коју су осигурали пре две године. Жил Риме, тадашњи председник ФИФА-е, предао је Уругвајцима трофеј који ће се касније звати управо Трофеј Жила Римеа. Следећи дан је проглашен нерадним даном у читавом Уругвају, док су становници Буенос Ајреса, главнога града Аргентине, камењем гађали зграду уругвајске амбасаде.

## Стрелци
| 8 голова - Гиљермо Стабиле 5 голова - Педро Сеа 4 гола - Берт Пејтнод 3 гола - Карлос Пеусеље - Прегињо - Перегрино Анселмо - Иван Бек |  | 2 гола - Луис Монти - Адолфо Сумелсу - Модерато Висинтаинер - Гиљермо Субијабре - Карлос Видал - Андре Машино - Мануел Росас - Хектор Кастро - Пабло Дорадо - Сантос Ириарте - Барт Макги - Ђорђе Вујадиновић |  | 1 гол - Марио Еваристо - Алехандро Скопељи - Франциско Вараљо - Марсел Ланжје - Лисјен Лоран - Хуан Карењо - Роберто Гајон - Луис Варгас Пења - Луис де Соуза Фереира |  | - Штефан Барбу - Адалберт Дешу - Константин Станчу - Џејмс Браун - Хектор Скароне - Благоје Марјановић - Бранислав Секулић - Александар Тирнанић |